# Noga Alon

Noga Alon

Noga Alon (sinh năm 1956) (tiếng Hebrew: נוגה אלון) là nhà toán học người Israel, nổi tiếng về những đóng góp trong Toán học tổ hợp và Tin học lý thuyết.

## Cuộc đời và Sự nghiệp
Alon giữ chức giáo sư Baumritter về Toán học và Khoa học máy tính ở Đại học Tel Aviv, Israel. Ông đậu bằng tiến sĩ toán học ở Hebrew University of Jerusalem năm 1983 và đã làm nhà nghiên cứu khách ở nhiều trường đại học và viện nghiên cứu, trong đó có Học viện Công nghệ Massachusetts, Institute for Advanced Study tại Princeton, New Jersey, IBM Almaden Research Center (tại San Jose, California), các phòng thí nghiệm Bell, công ty Telcordia Technologies và Microsoft Research (đều ở Hoa Kỳ).
Ông có chân trong ban biên tập của trên một tá báo chuyên đề quốc tế. Từ năm 2008 ông là tổng biên tập báo Random Structures and Algorithms. Ông cũng đã diễn thuyết ở nhiều hội nghị, trong đó có phiên họp toàn thể của "Hội nghị Toán học châu Âu" năm 1996, Hội nghị các nhà toán học quốc tế năm 1990 và năm 2002. Ông đã xuất bản trên 400 bài nghiên cứu, phần lớn về Toán học tổ hợp và Tin học lý thuyết, và một quyển sách.
Alon là tác giả chính của Restricted sumset đã được áp dụng nhiều trong Toán học tổ hợp và lý thuyết số.

## Giải thưởng và Vinh dự
- Giải Erdős 1989
- Giải Feher 1991
- Giải Pólya (SIAM) 2000
- Giải tưởng niệm Bruno 2001
- Giải Landau 2005
- Giải Gödel 2005
- Giải Israel về Toán học 2008.[1][2]
- Alon cũng là viện sĩ của Viện Hàn lâm Khoa học và Khoa học Nhân văn Israel từ năm 1997.